# Kepa Arrizabalaga
Kepa Arrizabalaga Revuelta (n. 3 octombrie 1994, Ondarroa⁠(d), Comunitatea Autonomă a Țării Basce, Spania) este un fotbalist spaniol, care joacă pe post de portar la Bournemouth în Premier League, împrumutat de la Chelsea FC. Pe plan internațional, are prezențe la națională pentru Spania U-18⁠(d), Spania U-19⁠(d), Spania U-21 și Spania.

## Carieră

### Athletic Bilbao
Kepa Arrizabalaga s-a alăturat echipei de tineret a lui Athletic Bilbao în Lezama în 2004, la vârstă de zece ani. El și-a făcut debutul senior cu Basconia în ianuarie 2012, în Tercera División.
Pe 5 mai 2012, Arrizabalaga a fost chemat la echipa principală pentru un meci de Ligă împotriva lui Getafe CF, dar a rămas neutilizat pe stadionul San Mamés [6]. A fost de asemenea chemat la pre-sezon în iulie, iar pe 23 septembrie a fost înlocuitor într-un alt meci de acasă cu Málaga CF.
La 22 ianuarie 2018, pe fondul speculațiilor grele de transfer care îl legau de Real Madrid FC, Arrizabalaga și-a reînnoit contractul - care urma să expire în luna iunie - până în 2025.

### Chelsea
La 8 august 2018, Athletic Bilbao a anunțat pe site-ul lor că Arrizabalaga și-a achitat clauza de eliberare obligatorie (80 de milioane de euro), făcându-l cel mai scump portar din lume, la doar câteva săptămâni după ce recordul fusese stabilit de Alisson la Liverpool. Mai târziu în acea zi, trecerea lui Arrizabalaga la Chelsea FC pe un contract de șapte ani a fost confirmată și a făcut debutul său în Premier League trei zile mai târziu într-o victorie cu 3-0 împotriva lui Huddersfield Town FC.